# ザ・ファイヤーメン2 ピート & ダニー
『ザ・ファイヤーメン2 ピート & ダニー』は、1995年に発売されたPlayStation用のゲームソフト。前作『ザ・ファイヤーメン』の続編という設定である。2010年6月9日よりゲームアーカイブスにて配信されている。

## ストーリー
2012年12月24日、クリスマスイヴ。ニューヨーク各朝刊のトップは次のような記事で飾られた。「レジャー産業会の第一人者NTD社、自由の女神で有名なリバティ島近くに人工島を建設、超高層アミューズメントビルをグランドオープン！本日、オープン記念として抽選で選ばれたニューヨーク市民を無料招待！」 
自宅で朝食をとりながらこの記事を読んでいたピートの脳裏を、2年前と同じ日に起こったあのメトロテック社の火災記憶がよぎる。「まさか、縁起でもない…」そういうとピートは忌々しい記憶をふりはらうように軽く首をふり、隣のリビングルームへと目を移した。そこでは、無料招待に当選した妻のニーナと娘のアニーがはしゃぎながら外出の準備をしている。2人の姿を微笑みながら見ているピートに、ニーナの声が響く。「あなた、そろそろ時間よ、出かけないと遅れちゃうわ」「ああ、わかった。じゃあ、言ってくる」妻と娘と軽くキスをかわし、ピートは玄関へ向かった。車に乗り込もうとしてふと我が家を振り返ると、ポーチに二人の姿があった。「パパ、今日は早く帰ってきてね！プレゼント買って待ってるから！」手をふるその姿を見つめながら、ピートは新聞を読んだときに感じたあの不安を打ち消すようにつぶやき、車を発車させた。「大丈夫、ただの思い過ごしさ…」バックミラーに映る妻と娘はだんだんと小さくなり、そして見えなくなった。
そんな中、超高層アミューズメントビルのテーマパークの配電盤付近から起きた火災にピートの家族も巻き込まれた。ピートは家族の安否を祈りながらも、相棒のダニー、そして彼の仲間たちと共に消火活動、人命救助に当たってゆく。彼らが到着すると、混雑で火災の発見が遅れたためか、多数の人々が取り残されていた。それどころは火は瞬く間にビル全体をも包み込んでいたのだ。彼らは死ぬ気で炎と闘いながら人命救助、火災鎮火に当たる。予期せぬアクシデントにひるみながら、彼らはどうにか人々を助け出していった。その中にはアニーとニーナもいた。その後、現場の全面鎮火のためビル屋上のタンクを爆破させるとの指示があったので彼らは伏せ、水を全面放出させる形で鎮火に成功し、屋上から救助ヘリコプターで脱出した。このときアニーからピートはクリスマスプレゼントとして「きよしこの夜」のオルゴールを贈った。彼らは安堵の笑みを浮かべ、家に帰った。もう二度と、あんな火事が起きることのないことを祈って。

## ゲームシステム
- 前作同様、1人プレイないしは2人プレイが選べる。1Pの場合、ピートになり長距離に渡る水での消化が可能。ダニーはCOMが操作し、ダメージを受けてもライフが減ることはない。ただし、COMとはぐれるとプレイヤーを置いて先にいってしまったり、火が近くにないと積極的に消火活動を行うことはない。
- 2Pの場合、1Pはピート、2Pはダニー担当になる。ピートで遠くの火を水で消し、ダニーは接近する火や機械に対して斧で攻撃することに優れている。2人の特徴を生かしてゲームクリアに挑む。
- ステージごとに、火を制限時間以内にどれだけ消せたかで100の数値がつき、消防官の帽子を集める事ができる。帽子は全部で10個ある。
- 忘れがちだが制限時間があるため、どのステージにおいても制限時間を超えてしまうと、最終ボスを倒してもバッドエンドを迎える。
- 基本は火を消す作業だが、ピートは遠距離の大きな炎担当、ダニーは接近する早い火や燃えるロボットを担当するように分けると効率がよくなる。
- また、次のフロアに進む時、2Pで一人でもフロアの入り口へ入り込むと2人同時に入ったことになり、瞬間的にフロアへ進む。
- ステージは迷い込む場所が多く、稀に救急箱や消化爆弾が手に入ることがある。
- ステージクリアになると、減っていたライフゲージが回復するがアイテムは手に入らない。また、途中でゲームオーバーになってもアイテムがそろっている状態になりイベント後のスタート地点から再び始めることができる。

## 登場人物
括弧内は設定年齢。
ピート＝グレイ（42）
声：内海賢二
ニューヨークD地区消防署第一小隊リーダー。消防官という職業に誇りを持ち、日夜消火活動と人命の救助にはげむ。消防士としての腕は一級品で、判断力、行動力ともにすぐれている。また、その温厚で誠実な人柄で、仲間からの人望も厚い。家族思いの中年男性。

ダニエル＝マクリーン（32）
声 - 古川登志夫
ニューヨークD地区消防署第一小隊メンバー。消防官だった父親の影響で消防官となる。ピートの良きサポーター役として長年コンビを組んでおりなかなか優秀だが、明るく楽天的な性格から、時として行動がムチャに見えるときがある。ピートを心から信頼している。かつて名消防官であり、殉職した父親の面影をピートに見ているのかもしれない。褒められるとすぐ天狗になる悪い一面もある。

マックス＝ブライアント（27）
声 - 菅谷勇
ニューヨークD地区消防署第一小隊メンバー。その体の大きさと口数の少なさから、取っ付きにくい印象を受けるが、その実は心やさしき熱血青年である。幼なじみのウォルター＝ベイカーとともに消防官となり、コンビを組んで活躍している。消火活動に際しての不屈の精神力と体力には定評がある。

ウォルター＝ベイカー（27）
声 - 太田真一郎
ニューヨークD地区消防署第一小隊メンバー。同チームのマックス＝ブライアントと同郷で親友であるということは、署内ではよく知られた事実である。体力的にはやや劣るが、持ち前の明晰な頭脳による判断力と分析力で、マックスとともに多くの人命を救ってきた。またマックスとのコンビは、第二のピート&ダニエルとの評判も高い。

ウィノナ＝マクワイルド（23）
声 - 冬馬由美
ニューヨークD地区消防署第一小隊メンバー。現場での消火活動をサポートする司令室無線オペレーターとして活躍する。明るく積極的で判断力に優れ、必要とみなしたときには男性でも驚くような大胆な指示を出したりもする。その若さと容姿から、署内では彼女のことをアイドル視する輩も少なくないが、彼女にとっては迷惑このうえないようである。

ニーナ＝グレイ（34）
声 - 萩森侚子
ピートの妻。ピートがまだ消防官になって間もない頃に起きたマンション火災で彼に救出され、それが縁で結婚に至る。夫の消防官という職業に誇りをもち、彼が心おきなく職務を果たせるよう、家庭をしっかり守っている。

アニー＝グレイ（8）
声 - 鉄砲塚葉子
ピートとニーナの間に生まれた一人娘。明るく素直ないい子だが、比較的遅く授かった子なので、両親の愛情を一身に受けて育ったせいか、時としてわがままな一面がのぞくこともある。最近は消防官という父親の職業に興味をもっており、自分も何か人の助けになるようなことをしてみたいと思い始めたようで、近所の境界でボランティア活動に参加したいと母親に話しているようである。

その他の声の出演
声 - 江森浩子、麻生智久、小野綾子